# 加藤泰祉
加藤 泰祉（かとう やすとみ）は、江戸時代後期の大名。伊予国大洲藩12代藩主。官位は従五位下・出羽守。

## 略歴
11代藩主・加藤泰幹の長男として誕生。
嘉永6年（1853年）、父の死去により家督を継ぐ。藩政においては藩財政再建や窮民救済に尽くした。幕末期の動乱の中では尊王攘夷派としての立場を取ったが、元治元年（1864年）8月16日に21歳で死去した。跡を弟の泰秋が継いだ。

## 系譜
- 父：加藤泰幹（1813-1853）
- 母：雲林院
- 正室：文姫 - 溝口直溥の四女
- 養子
  - 男子：加藤泰秋（1846-1926） - 加藤泰幹の四男